# Escut antic de Claverol

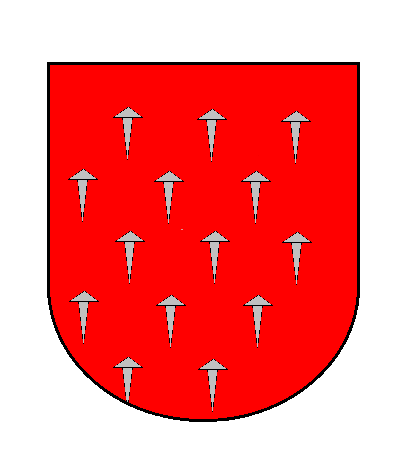
Escut antic de Claverol

Antic escut municipal de Claverol, al Pallars Jussà. Perdé vigència el 1969, en ser agrupats els antics termes d'Aramunt, Claverol, Hortoneda de la Conca i Toralla i Serradell en el municipi de nova creació anomenat en aquell moment com la comarca, Pallars Jussà, que hagué de canviar de nom el 1994 en implantar-se la divisió comarcal. En aquell moment, el terme municipal passà a dir-se oficialment Conca de Dalt, tot i que el nom del seu cap, el Pont de Claverol, també ha estat declarat oficial.
Aquest nou municipi encara no té -el mes de maig del 2009- cap emblema oficial, tot i que n'utilitza un, encara no reconegut oficialment.

## Descripció heràldica
De gules, camp de claus d'argent.